# Rinconada (Jujuy)
Rinconada è un comune (comisión municipal in spagnolo) dell'Argentina, appartenente alla provincia di Jujuy, capoluogo del dipartimento omonimo. Posto a 3.851 metri sul livello del mare, è il capoluogo più alto dell'Argentina.
In base al censimento del 2001, nel territorio comunale dimorano 1.352 abitanti, con una diminuzione del 17,81% rispetto al censimento precedente (1991). Di questi abitanti, il 52,14% sono donne e il 47,85% uomini. Nel 2001 la sola città di Rinconada, sede municipale, contava 364 abitanti.